# Rıza Doğan
Rıza Doğan (Ankara, Turquía, 1931-ídem, abril de 2004) fue un deportista turco especialista en lucha grecorromana donde llegó a ser subcampeón olímpico en Melbourne 1956.

## Carrera deportiva
En los Juegos Olímpicos de 1956 celebrados en Melbourne ganó la medalla de plata en lucha grecorromana estilo peso ligero, tras el luchador finlandés Kyösti Lehtonen (oro) y por delante del húngaro Gyula Tóth (bronce).